# Canton de Sellières
Le canton de Sellières est une ancienne division administrative française, située dans le département du Jura et la région Franche-Comté.

## Composition
| Nom                   | Code Insee | Intercommunalité                          | Superficie (km2) | Population (dernière pop. légale) | Densité (hab./km2) |
| --------------------- | ---------- | ----------------------------------------- | ---------------- | --------------------------------- | ------------------ |
| Sellières (chef-lieu) | 39508      | CC Bresse Haute Seille                    | 9,90             | 756 (2014)                        | 76                 |
| Bréry                 | 39075      | CC Bresse Haute Seille                    | 4,85             | 224 (2014)                        | 46                 |
| La Charme             | 39110      | CC Bresse Haute Seille                    | 3,71             | 66 (2014)                         | 18                 |
| Darbonnay             | 39191      | CC Arbois, Poligny, Salins – Cœur du Jura | 4,39             | 96 (2014)                         | 22                 |
| Lombard               | 39296      | CC Bresse Haute Seille                    | 5,41             | 207 (2014)                        | 38                 |
| Mantry                | 39310      | CC Bresse Haute Seille                    | 10,83            | 444 (2014)                        | 41                 |
| Monay                 | 39342      | CC Arbois, Poligny, Salins – Cœur du Jura | 2,50             | 127 (2014)                        | 51                 |
| Passenans             | 39407      | CC Bresse Haute Seille                    | 4,94             | 348 (2014)                        | 70                 |
| Saint-Lamain          | 39486      | CC Bresse Haute Seille                    | 4,16             | 117 (2014)                        | 28                 |
| Saint-Lothain         | 39489      | CC Arbois, Poligny, Salins – Cœur du Jura | 12,33            | 471 (2014)                        | 38                 |
| Toulouse-le-Château   | 39533      | CC Bresse Haute Seille                    | 4,16             | 216 (2014)                        | 52                 |
| Vers-sous-Sellières   | 39555      | CC Bresse Haute Seille                    | 8,48             | 236 (2014)                        | 28                 |
| Villerserine          | 39568      | CC Arbois, Poligny, Salins – Cœur du Jura | 2,85             | 54 (2014)                         | 19                 |

## Histoire

### Conseillers d'arrondissement (de 1833 à 1940)
| Période                                  | Période      | Identité                           | Étiquette                    | Qualité |
| ---------------------------------------- | ------------ | ---------------------------------- | ---------------------------- | --- |
| 1833                                     | 1848         | Jean Claude Boisson (1780-1853)    |                              | Propriétaire, maire de Toulouse-le-Château                                                                  |
|                                          |              |                                    |                              | |
| av.1895                                  | 1900 (décès) | Charles-Hector Guillot (1844-1900) | Droite                       | Propriétaire à Passenans                                                                                    |
| 1900                                     |              | Jules Richard                      | Républicain                  | Maire de Sellières                                                                                          |
|                                          |              |                                    |                              | |
| 1919                                     |              | M. Bugant                          | Libéral                      | |
|                                          | 1928         | M. Jannaud                         | Union nationale républicaine | |
| 1928                                     | ap.1934      | M. Mézière                         | Rad.                         | Greffier de la justice de paix                                                                              |
| ap.1934                                  | 1940         | Charles-Alexandre Grison           |                              | Maire de Mantry                                                                                             |
| 1940                                     |              |                                    |                              | Les conseils d'arrondissement ont été suspendus par la loi du 12 octobre 1940 et n'ont jamais été réactivés |
| Les données manquantes sont à compléter. |              |                                    |                              | |

### Conseillers généraux de 1833 à 2015
| Période           | Identité                                   | Parti                             | Qualité |
| ----------------- | ------------------------------------------ | --------------------------------- | --- |
| 1833-1841         | Victor Bonnemie                            |                                   | Juge de paix à Sellières puis à Nozeroy                                                                    |
| 1841-1861         | Victor Bonnemie (1806-1875)                |                                   | Avocat, maire de Passenans                                                                                 |
| 1861-1871         | François Gagneur (de Patornay) (1809-1880) |                                   | Général de brigade, commandant de l'École Polytechnique Propriétaire à Paris                               |
| 1871-1875 (décès) | Victor Bonnemie                            |                                   | Juge de paix à Saint-Laurent-en-Grandvaux                                                                  |
| 1875-1889         | Louis Ernest Simonin                       | Républicain                       | Propriétaire, maire de Mantry                                                                              |
| 1889-1931         | André Monnier (1851-1933)                  | Conservateur puis URD             | Maître de forges à Toulouse-le-Château                                                                     |
| 1931-1940         | Laurent Monnier                            | URD                               | Métallurgiste à Toulouse-le-Château                                                                        |
|                   |                                            |                                   | |
| 1945-1949         | Placide Durand (1882-1953)                 | SFIO puis DVG                     | Ingénieur, artisan à Sellières                                                                             |
| 1949-1961         | Marcel-Georges Trésy (1902-1979)           | CNIP                              | Maire de Passenans                                                                                         |
| 1961-1979         | Lucien Ciabrini (1921-1999)                | MRP puis CD puis CDP puis UDF-CDS | PDG de l'hebdomadaire La Croix jurassienne Maire de Passenans                                              |
| 1979-1992         | Alain Brune                                | PS                                | Professeur de sciences et techniques économiques Député (1981-1993) Elu dans le canton de Conliège en 1994 |
| 1992-2015         | Robert Tournier                            | PS                                | Maire de Darbonnay jusqu'en 2008 Vice-Président du Conseil Général                                         |

## Démographie
| 1962  | 1968  | 1975  | 1982  | 1990  | 1999  | 2006  | 2011  | 2012  |
| ----- | ----- | ----- | ----- | ----- | ----- | ----- | ----- | ----- |
| 3 273 | 3 138 | 2 935 | 2 947 | 3 021 | 3 029 | 3 234 | 3 338 | 3 341 |